# Euthalia phernes
Euthalia phernes är en fjärilsart som beskrevs av Hans Fruhstorfer 1913. Euthalia phernes ingår i släktet Euthalia och familjen praktfjärilar. Inga underarter finns listade i Catalogue of Life.